# میدان هایک
میدان هایک (ارمنی: Հայքի Հրապարակ Hayki Hraparak) بزرگترین میدان مرکزی شهر وانادزور در جمهوری ارمنستان می‌باشد. 
این میدان بر اساس طرحی اصلی باغداسار آرزومانیان و هُوْهانِس مارگاریان و در دهه ۱۹۵۰ میلادی در دوره اتحاد شوروی افتتاح شد.

## نگارخانه

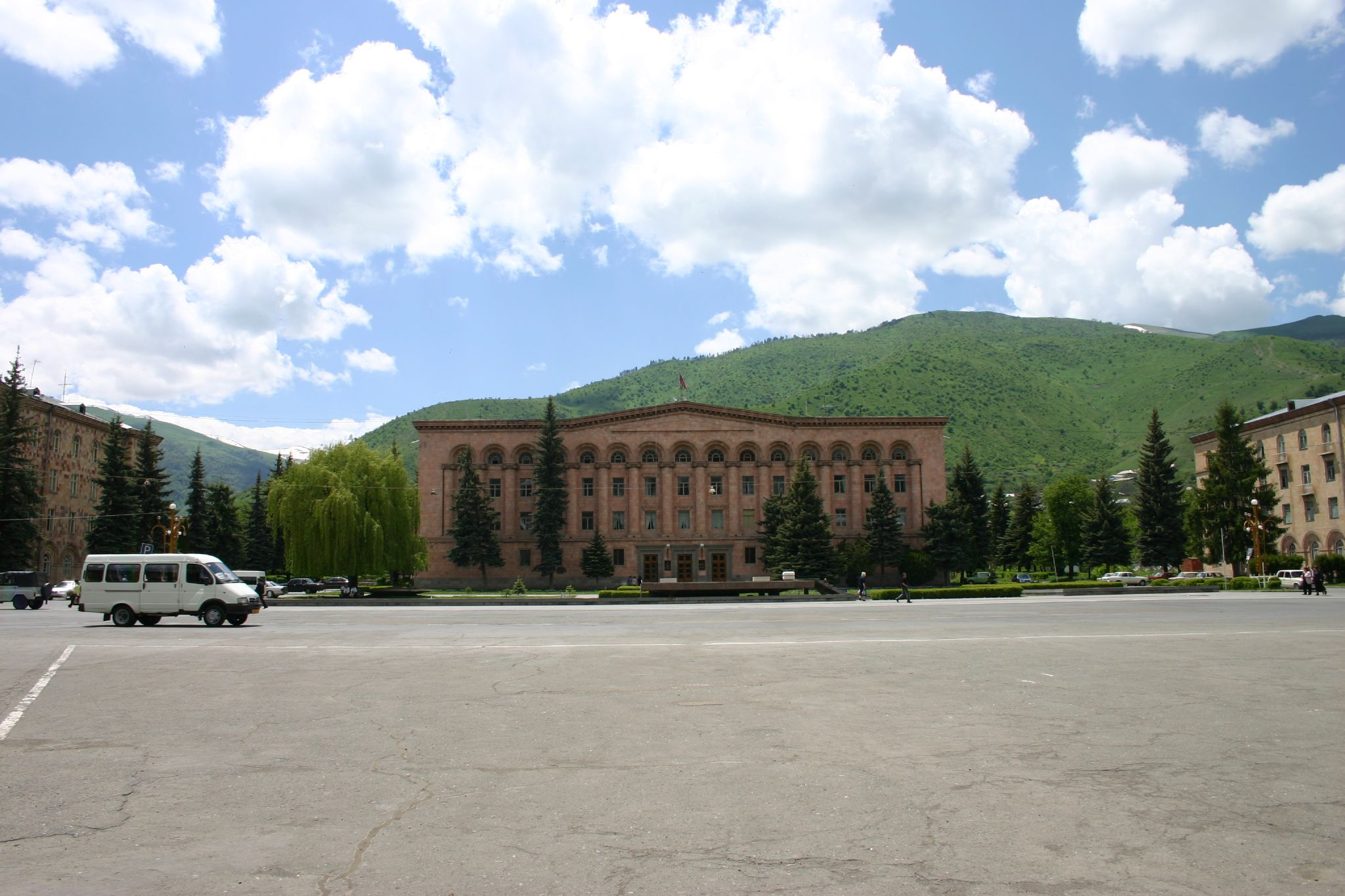
Lori province's administration
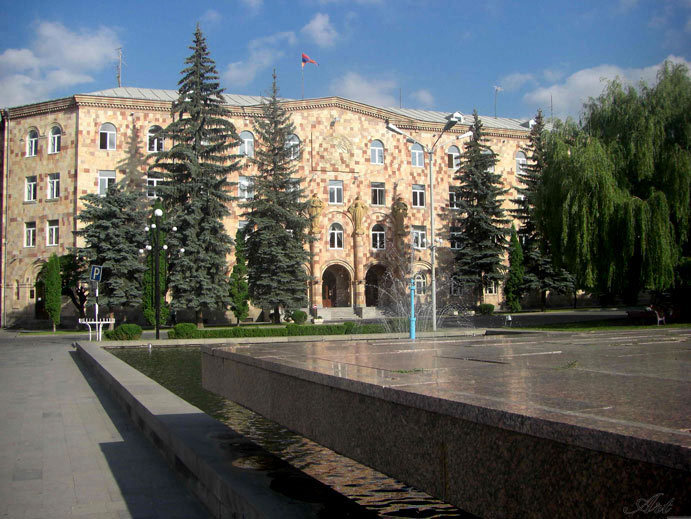
شورای هال
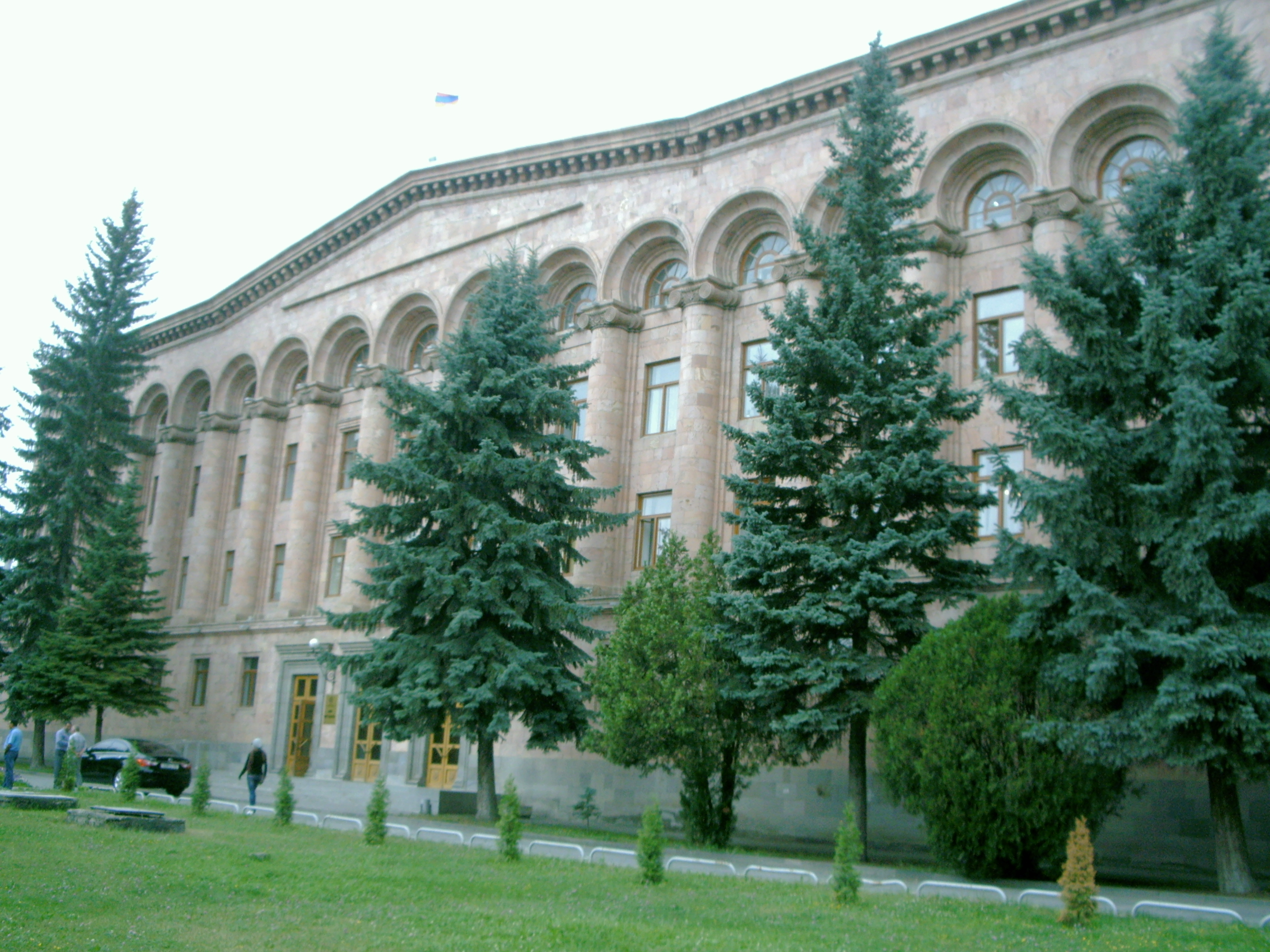
Lori Province administration
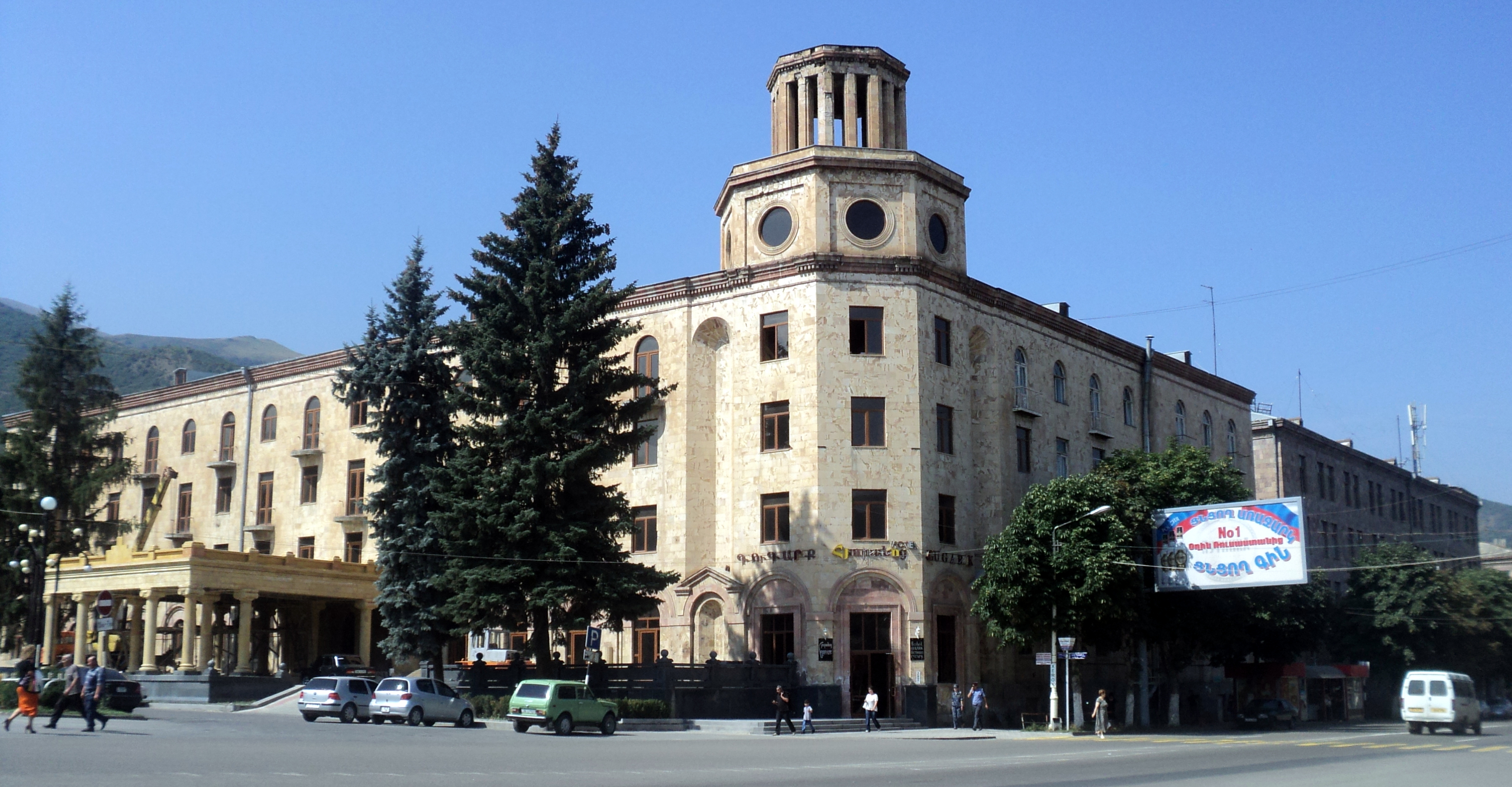
Gugark Hotel
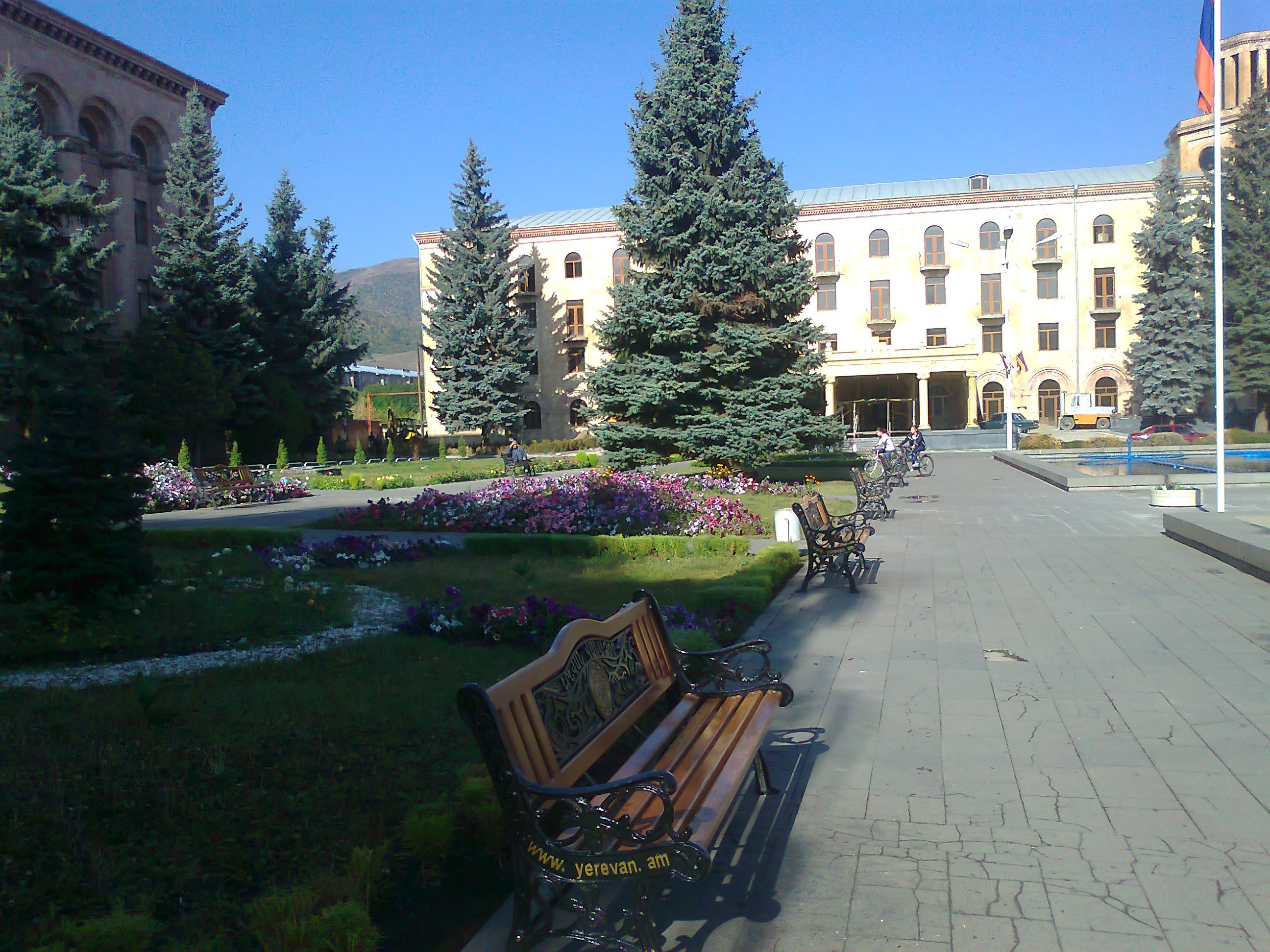
نمایی میدان هایک